# Lewis O'Brien
Lewis John O'Brien (Colchester, Inglaterra, 14 de octubre de 1998) es un futbolista británico que juega de centrocampista en el Wrexham A. F. C. de la EFL Championship.

## Trayectoria
Formado en la academia del Huddersfield Town A. F. C., en agosto de 2018 fue cedido al Bradford City A. F. C. Regresó de cara a la temporada siguiente y vio mejorado su contrato, expirando este en 2022. Esa misma campaña fue nombrado mejor jugador del club.
En septiembre de 2021 firmó un nuevo contrato hasta 2025. Al final del curso estuvieron a punto de volver a la Premier League, pero perdieron en la final de la promoción de ascenso ante el Nottingham Forest F. C. Unas semanas después fue traspasado a este mismo equipo, marchándose de Huddersfield habiendo jugado 130 partidos y marcado ocho goles.
En Nottingham anotó un tanto en diecisiete encuentros antes de ser eliminado en enero de la lista de veinticinco jugadores que podían competir en la Premier League. Sin poder jugar, en marzo fue prestado al D. C. United estadounidense hasta el mes de julio. Pasado ese tiempo regresó a Inglaterra y en agosto fue cedido al Middlesbrough F. C. Esta no fue la última cesión, ya que en julio de 2024 volvió a los Estados Unidos para competir lo que quedaba de año en Los Angeles F. C. Con este equipo ganó la U. S. Open Cup, que a su vez era el primer título de su carrera. Terminó la temporada 2024-25 a préstamo en el Swansea City A. F. C.
Después de estas cuatro cesiones, en julio de 2025 abandonó definitivamente el club de Nottingham al ser traspasado al Wrexham A. F. C. y firmar hasta el final de la temporada 2027-28.

## Clubes
| Club                            | País           | Año       |
| ------------------------------- | -------------- | --------- |
| Huddersfield Town A. F. C.      | Inglaterra     | 2018-2022 |
| Bradford City A. F. C. (cedido) | Inglaterra     | 2018-2019 |
| Nottingham Forest F. C.         | Inglaterra     | 2022-2025 |
| D. C. United (cedido)           | Estados Unidos | 2023      |
| Middlesbrough F. C. (cedido)    | Inglaterra     | 2023-2024 |
| Los Angeles F. C. (cedido)      | Estados Unidos | 2024      |
| Swansea City A. F. C. (cedido)  | Gales          | 2025      |
| Wrexham A. F. C.                | Gales          | 2025-     |

## Palmarés

### Títulos nacionales
| Título         | Club              | País           | Año  |
| -------------- | ----------------- | -------------- | ---- |
| U. S. Open Cup | Los Angeles F. C. | Estados Unidos | 2024 |

### Distinciones individuales
| Distinción                                     | Año  |
| ---------------------------------------------- | ---- |
| Jugador del año del Huddersfield Town A. F. C. | 2020 |